# Kakuda
Kakuda (角田市, Kakuda-shi) est une ville située dans la préfecture de Miyagi, au Japon.

## Géographie

### Localisation
Kakuda est située dans le sud de la préfecture de Miyagi. 

### Démographie
Lors du recensement national de 2010, la population de Kakuda était de 31 905 habitants, répartis sur une superficie de 147,58 km2. En août 2021, elle s'élevait à 27 844 habitants.

### Hydrographie

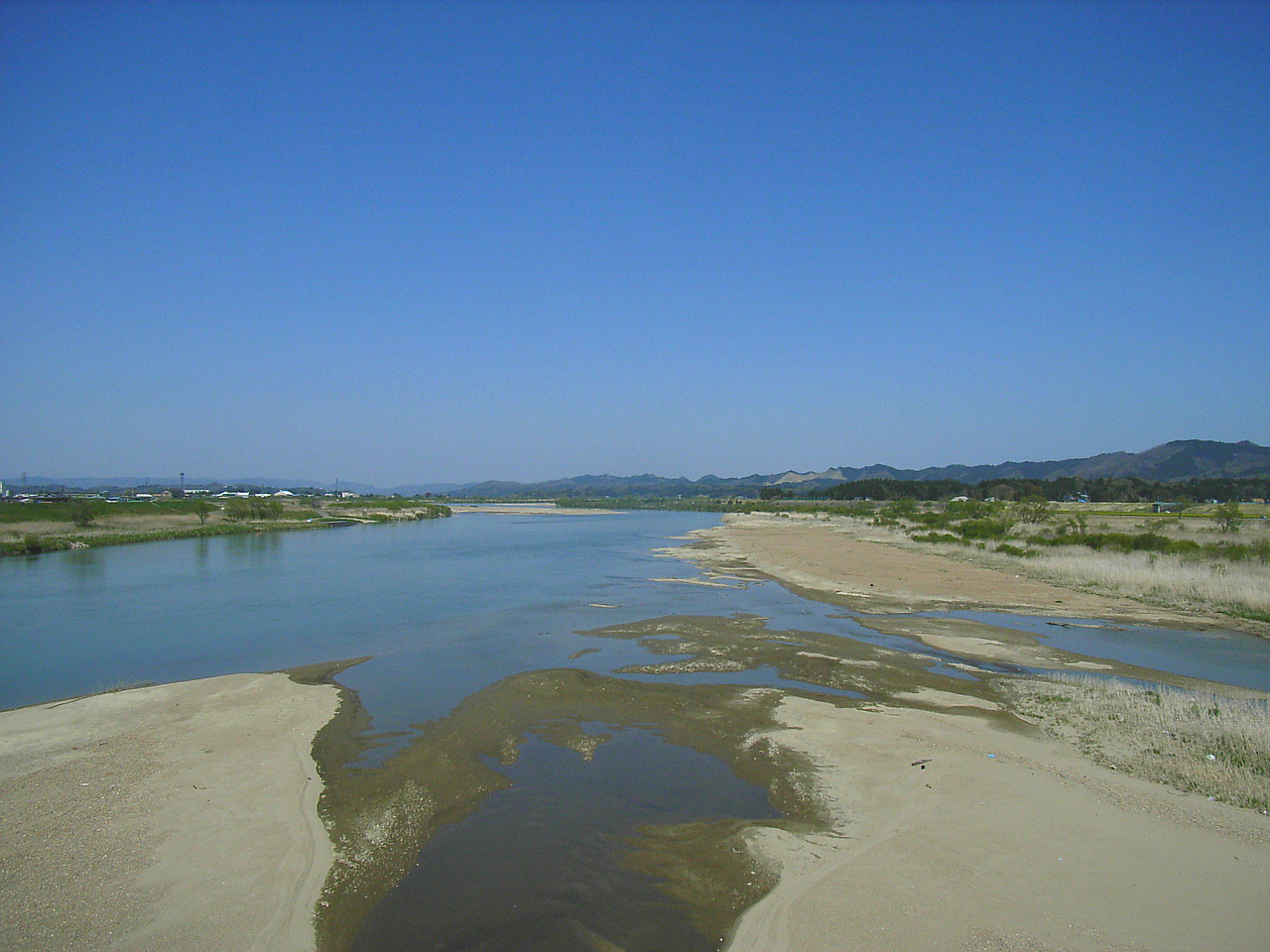
La rivière Abukuma, vue du pont de Kakuda.

Kakuda est traversée par le fleuve Abukuma.

## Histoire
Le bourg de Kakuda a été fondé le 1er avril 1889. Il obtient le statut de ville le 1er octobre 1958.

## Économie
Kakuda abrite un centre de la JAXA.

## Culture locale et patrimoine
- Kōzō-ji

## Transports
Kakuda est desservie par les routes nationales 113 et 349.
La ville est desservie par la ligne Abukuma Express.

## Jumelages
Kakuda est jumelée avec :
- Ishikawa (Japon) depuis 1978
- Kuriyama (Japon) depuis 1978
- Greenfield (États-Unis) depuis 1990

## Symboles municipaux
La fleur qui symbolise la ville de Kakuda est la gentiane.